# ФК Билингам Синтония
Билингам Синтония е футболен клуб, базиран в град Синтония, Англия.
Основан през 1923 година, отборът започва да играе в Тисайд Лийг. През 1945 година се присъединява към Северна Висша лига. През сезон 1993-94 достига четвъртфинал за ФА Трофи, побеждавайки отбори от Националната Конференция като Макълсфилд Таун и Кетъринг Таун. Вечен съперник с отбора от същия град Билингам Таун. Клубът играе мачовете си на ПиТиСи Стейдиъм с капацитет 4200 места. Завърша сезон 2008-09 на 15-а позиция в Първа Дивизия на Северна Висша лига.

## Полезни връзки
- Северна Висша Лига Архив на оригинала от 2009-03-21 в Wayback Machine.
- Официален уебсайт